# Misie sui iuris Cunene
Misie sui iuris Cunene byla misie římskokatolické církve, nacházející se v Angole.

## Historie
Vytvořena byla roku 1881 z části území apoštolské prefektury Cimbebasia.
Dne 4. září 1940 byla prefektura bulou Solemnibus Conventionibus papeže Pia XII. zrušena a území bylo včleněno do nově vzniklé diecéze Nova Lisboa.